# Carl Brühl
Carl-Bernhard Brühl (Praga, 5 de mayo de 1820 - Graz, 14 de agosto de 1899) fue un médico y anatomista austriaco conocido por su trabajo en el campo de la osteología comparada.
Estudió medicina en Viena, después de pasar varios años como médico practicante. En 1857 fue nombrado profesor de zootomía y anatomía comparada en Cracovia. En 1861 se convirtió en profesor de zootomía en Viena, donde en 1863, fue nombrado director del instituto zootómico.
En Viena, llevó a cabo conferencias de divulgación científica de forma gratuita, una práctica que era casi desconocida en el momento. Sus conferencias también estaban disponibles para oyentes femeninas, causando un gran revuelo de controversia seria en los círculos académicos. Sigmund Freud, en su 1925 estudio autobiográfico, mencionó que escuchar la lectura de Brühl de la obra "Die Natur" de Goethe fue lo que le convenció para entrar en la escuela de medicina.

## Trabajos seleccionados
- "Die Methode des osteologischen Detalles: dargestellt am Karpfen-Skelette de 1845" - Método de detalles osteológicos; presentaciones de esqueletos carpa.
- "Anfangsgründe der vergleichenden Anatomie aller Thierklassen, Selbststudium zum, 1847 "- Conceptos básicos de anatomía comparada en lo que respecta a todas las clases de animales.
- "Zur Kenntniss des Orang-Kopfes und der Orangarten de 1856" - En lo que respecta al conocimiento de la cabeza orangután y la especie de orangután.
- "Das Skelet der Krokodilinen: dargestellt en zwanzig Tafeln zur Erleichterung des Selbststudiums, der nach sammtlich Natur Gezeichnet, en Zink gestochen und erläutert, 1862" - El esqueleto de los cocodrilos, etc.
- "Zootomie aller Thierklassen für Lernende, nach Autopsien, skizzirt de 1874 - zootomy" de todas las clases de animales, de acuerdo con las autopsias.
- "Zur osteología der knochenfische. Nach materialien aus dem pflanzengarten pariser, 1887" -. Osteología de pescado deshuesado[3]